# Apeadero de Alvega-Ortiga
Nota: No confundir con el antiguo Apeadero de Ortiga, en la Línea de Sines.
El Apeadero de Alvega-Ortiga es una estación de ferrocarril de la Línea de la Beira Baixa, que sirve a las localidades de Alvega, en el ayuntamiento de Abrantes, y Ortiga, en el ayuntamiento de Mação, en Portugal.

## Características

### Localización y accesos
Esta plataforma posee acceso por la Avenida de la Estación, en la parroquia de Ortiga.

## Historia
Esta plataforma se encuentra en el tramo entre las Estaciones de Abrantes y a Covilhã de la Línea de la Beira Baixa, que comenzó a ser construido a finales de 1885, y entró en explotación el 6 de septiembre de 1891.